# Rue Stijn Streuvels (Bruxelles)
Pour les articles homonymes, voir Rue Stijn Streuvels.
La rue Stijn Streuvels (en néerlandais : Stijn Streuvelsstraat) est une rue bruxelloise de la commune de Schaerbeek qui va de la rue Richard Vandevelde au carrefour de la rue du Corbeau et de la rue du Tilleul.

## Histoire et description
La rue porte le nom d'un écrivain belge, Stijn Streuvels, né à Heule le 3 octobre 1871 et décédé à Ingooigem le 15 août 1969.
La numérotation des habitations va de 3 à 35 pour le côté impair et de 2 à 40 pour le côté pair.